# Kardynałowie z nominacji Sykstusa V
Papież Sykstus V (1585–1590) mianował 33 kardynałów na ośmiu konsystorzach:

## 13 maja 1585
1. Alessandro Peretti de Montalto, prasiostrzeniec papieża – kardynał diakon S. Girolamo degli Schiavone (tytuł nadany 14 czerwca 1585), następnie kardynał diakon S. Maria in Cosmedin (20 kwietnia 1587), kardynał diakon S. Eustachio (11 września 1587), kardynał diakon S. Lorenzo in Damaso (13 marca 1589), kardynał prezbiter S. Lorenzo in Damaso (30 marca 1620), kardynał biskup Albano (6 kwietnia 1620), zm. 2 czerwca 1623

## 18 grudnia 1585
Kościoły tytularne zostały nadane 15 stycznia 1586.
1. Enrico Caetani, tytularny patriarcha Antiochii – kardynał prezbiter S. Pudenziana, zm. 13 grudnia 1599
2. Juraj Drašković, arcybiskup Kalocsa-Bacs – kardynał prezbiter bez tytułu, zm. 21 stycznia 1587
3. Giovanni Battista Castrucci, arcybiskup Chieti – kardynał prezbiter S. Maria in Aracoeli, następnie kardynał prezbiter Ss. Giovanni e Paolo (14 lutego 1592), zm. 18 sierpnia 1595
4. Federico Cornaro OSIoHieros, biskup Padwy – kardynał prezbiter S. Stefano al Monte Celio, zm. 4 października 1590
5. Ippolito de’ Rossi, biskup Pawii – kardynał diakon S. Maria in Portico, następnie kardynał prezbiter S. Biagio dell'Anello (27 kwietnia 1587), zm. 28 kwietnia 1591
6. Domenico Pinelli, kleryk Kamery Apostolskiej – kardynał prezbiter S. Lorenzo in Panisperna, następnie kardynał prezbiter S. Crisogono (14 stycznia 1591), kardynał prezbiter S. Maria in Trastevere (22 kwietnia 1602), kardynał biskup Albano (19 lutego 1603), kardynał biskup Frascati (16 czerwca 1603), kardynał biskup Porto e S. Rufina (1 czerwca 1605), kardynał biskup Ostia e Velletri (7 lutego 1607), zm. 9 sierpnia 1611
7. Decio Azzolini, biskup Cervii, sekretarz stanu – kardynał prezbiter S. Matteo in Merulana, zm. 9 października 1587
8. Ippolito Aldobrandini, datariusz papieski, audytor Roty Rzymskiej – kardynał prezbiter S. Pancrazio; od 30 stycznia 1592 papież Klemens VIII, zm. 3 marca 1605

## 17 grudnia 1586
1. Girolamo della Rovere, arcybiskup Turynu – kardynał prezbiter S. Pietro in Vincoli (tytuł nadany 14 stycznia 1587), zm. 26 stycznia 1592
2. Philippe de Lénoncourt, doradca króla Francji Henryka III – kardynał prezbiter S. Onofrio (tytuł nadany 15 stycznia 1588), zm. 13 grudnia 1592
3. Girolamo Bernerio OP, biskup Ascoli-Piceno – kardynał prezbiter S. Tommaso in Parione (tytuł nadany 14 stycznia 1587), następnie kardynał prezbiter S. Maria sopra Minerva (8 listopada 1589), kardynał prezbiter S. Lorenzo in Lucina (17 czerwca 1602), kardynał biskup Albano (16 czerwca 1603), kardynał biskup Porto e S. Rufina (7 lutego 1607), zm. 5 sierpnia 1611
4. Antonio Maria Galli, biskup Perugii – kardynał prezbiter S. Agnese in Agone (tytuł nadany 14 stycznia 1587), następnie kardynał prezbiter S. Prassede (30 sierpnia 1600), kardynał biskup Frascati (1 czerwca 1605), kardynał biskup Palestriny (28 maja 1608), kardynał biskup Porto e S. Rufina (17 sierpnia 1611), kardynał biskup Ostia e Velletri (16 września 1615), zm. 30 marca 1620
5. Costanzo Buttafoco da Sarnano OFMConv – kardynał prezbiter S. Vitale (tytuł nadany 14 stycznia 1587), następnie kardynał prezbiter S. Pietro in Montorio (20 kwietnia 1587), zm. 20 grudnia 1595
6. Girolamo Mattei, audytor Kamery Apostolskiej – kardynał diakon S. Adriano (tytuł nadany 14 stycznia 1587), następnie kardynał diakon S. Agata in Suburra (20 kwietnia 1587), kardynał diakon S. Maria in Cosmedin (11 września 1587), kardynał diakon S. Eustachio (20 marca 1589), kardynał prezbiter bez tytułu (16 lutego 1592), kardynał prezbiter S. Pancrazio (9 marca 1592), zm. 8 grudnia 1603
7. Benedetto Giustiniani, skarbnik generalny Kamery Apostolskiej, referendarz Obojga Sygnatur – kardynał diakon S. Giorgio in Velabro (tytuł nadany 14 stycznia 1587), następnie kardynał diakon S. Agata in Suburra (20 kwietnia 1587), kardynał diakon S. Maria in Cosmedin (20 marca 1589), kardynał prezbiter S. Marcello (7 stycznia 1591), kardynał prezbiter S. Prisca (17 marca 1599), kardynał prezbiter S. Lorenzo in Lucina (17 sierpnia 1611), kardynał biskup Palestriny (4 czerwca 1612), kardynał biskup Sabiny (16 września 1615), kardynał biskup Porto e S. Rufina (31 sierpnia 1620), zm. 27 marca 1621
8. Ascanio Colonna – kardynał diakon Ss. Vito e Modesto (tytuł nadany 25 lutego 1587), następnie kardynał diakon S. Nicola in Carcere (5 grudnia 1588), kardynał diakon S. Maria in Cosmedin (14 stycznia 1591), kardynał prezbiter S. Maria in Cosmedin (8 listopada 1599), kardynał prezbiter S. Pudenziana (15 grudnia 1599), kardynał prezbiter S. Croce in Gerusalemme (30 stycznia 1606), kardynał biskup Palestriny (5 czerwca 1606), zm. 17 maja 1608

## 7 sierpnia 1587
1. William Allen, protonotariusz apostolski – kardynał prezbiter Ss. Silvestro e Martino (tytuł nadany 31 sierpnia 1587), zm. 16 października 1594

## 18 grudnia  1587
1. Scipione Gonzaga, tytularny patriarcha Jerozolimy – kardynał prezbiter S. Maria del Popolo (tytuł nadany 15 stycznia 1588), zm. 11 stycznia 1593
2. Antonio Maria Sauli, arcybiskup Genui – kardynał prezbiter S. Vitale (tytuł nadany 15 stycznia 1588), następnie kardynał prezbiter S. Stefano al Monte Celio (14 stycznia 1591), kardynał prezbiter S. Maria in Trastevere (19 lutego 1603), kardynał biskup Albano (7 lutego 1607), kardynał biskup Sabiny (17 sierpnia 1611), kardynał biskup Porto e S. Rufina (16 września 1615), kardynał biskup Ostia e Velletri (6 kwietnia 1620), zm. 24 sierpnia 1623
3. Giovanni Evangelista Pallotta, arcybiskup Cosenzy, datariusz papieski – kardynał prezbiter S. Matteo in Merulana (tytuł nadany 15 stycznia 1588), kardynał prezbiter S. Lorenzo in Lucina (16 czerwca 1603), kardynał biskup Frascati (24 stycznia 1611), kardynał biskup Porto e S. Rufina (6 kwietnia 1620), zm. 22 sierpnia 1620
4. Pierre de Gondi, biskup Paryża – kardynał prezbiter S. Silvestro in Capite (tytuł nadany 23 maja 1588), zm. 17 lutego 1616
5. Stefano Bonucci OSM, biskup Arezzo – kardynał prezbiter Ss. Marcellino e Pietro (tytuł nadany 15 stycznia 1588), zm. 2 stycznia 1589
6. Juan Hurtado de Mendoza, archidiakon Toledo – kardynał prezbiter S. Maria Traspontina (tytuł nadany 6 marca 1589), zm. 6 stycznia 1592
7. Hugues Loubenx de Verdalle, OSIoHieros, wielki mistrz zakonu joannitów – kardynał diakon S. Maria in Portico (tytuł nadany 15 stycznia 1588), zm. 4 maja 1595
8. Federico Borromeo, szambelan papieski – kardynał diakon S. Maria in Domnica (tytuł nadany 15 stycznia 1588), następnie kardynał diakon Ss. Cosma e Damiano (9 stycznia 1589), kardynał diakon S. Agata in Suburra (20 marca 1589), kardynał diakon S. Nicola in Carcere (14 stycznia 1591), kardynał prezbiter S. Nicola in Carcere (17 września 1593), kardynał prezbiter S. Maria degli Angeli (25 października 1593),  zm. 21 września 1631

## 15 lipca 1588
1. Giovanni Francesco Morosini, biskup Brescii – kardynał prezbiter Ss. Nereo ed Achilleo (tytuł nadany 27 lipca 1588), następnie kardynał prezbiter S. Maria in Via (28 marca 1590), zm. 10 stycznia 1596

## 14 grudnia  1588
Kościoły tytularne zostały nadane 9 stycznia 1589.
1. Agostino Cusani, audytor generalny Kamery Apostolskiej, referendarz Obojga Sygnatur, pronotariusz apostolski – kardynał diakon S. Adriano, następnie kardynał prezbiter S. Lorenzo in Panisperna (14 stycznia 1591), kardynał prezbiter Ss. Giovanni e Paolo (30 sierpnia 1595), zm. 20 października 1598
2. Francesco Maria Bourbon del Monte, referendarz Obojga Sygnatur – kardynał diakon S. Maria in Domnica, następnie kardynał prezbiter S. Maria in Domnica (6 marca 1591), kardynał prezbiter Ss. Quirico e Giulitta (5 kwietnia 1591), kardynał prezbiter S. Maria in Aracoeli (14 lutego 1592), kardynał prezbiter S. Maria in Trastevere (24 stycznia 1611), kardynał prezbiter S. Lorenzo in Lucina (4 czerwca 1612), kardynał biskup Palestriny (16 września 1615), kardynał biskup Porto e S. Rufina (29 marca 1621), kardynał biskup Ostia e Velletri (27 września 1623), zm. 27 sierpnia 1626

## 20 grudnia 1589
1. Mariano Pierbenedetti, biskup Martorano, wicekamerling i gubernator Rzymu – kardynał prezbiter Ss. Marcellino e Pietro (tytuł nadany 15 stycznia 1590), następnie kardynał prezbiter S. Maria in Trastevere (7 lutego 1607), kardynał biskup Frascati (28 maja 1608), zm. 21 stycznia 1611
2. Gregorio Petrocchini OESA, generał zakonu augustianów – kardynał prezbiter S. Agostino (tytuł nadany 23 marca 1590), następnie kardynał prezbiter S. Maria in Trastevere (28 maja 1608), kardynał prezbiter S. Lorenzo in Lucina (24 stycznia 1611), kardynał biskup Palestriny (17 sierpnia 1611), zm. 19 maja 1612
3. Charles III de Lorraine-Vaudémont, biskup elekt Metz – kardynał diakon S. Agata in Suburra (tytuł nadany 5 kwietnia 1591), zm. 24 listopada 1607
4. Guido Pepoli, skarbnik generalny Kamery Apostolskiej – kardynał diakon Ss. Cosma e Damiano (tytuł nadany 15 stycznia 1590), następnie kardynał diakon S. Eustachio (6 lutego 1592), kardynał prezbiter S. Biagio dell'Anello (12 czerwca 1595), kardynał prezbiter S. Pietro in Montorio (8 stycznia 1596), zm. 25 stycznia 1599